# Simira wurdackii
Espèce
Statut de conservation UICN

 VU D2 : Vulnérable
Simira wurdackii est une espèce de plantes de la famille des Rubiaceae.

## Publication originale
- Memoirs of The New York Botanical Garden 23: 304. 1972.